# Выбраньчик, Францишек
Францишек Выбраньчик (28 мая 1934 года в селе Студзенице  близ Пщины, Польша - 31 мая 2006 года в Варшаве) — польский музыкант, кларнетист, музыкальный менеджер. Организатор польской музыкальной жизни и музыкальной культуры. Пропагандист польской музыки в мире.

## Биография
Играл на кларнете в музыкальном ансамбле.
В 1978 году стал директором Польского камерного оркестра. 
- Основатель и многолетний директор (1984—2004) оркестра Sinfonia Varsovia,
- Председатель совета Фонда Sinfonia Varsovia,
- инициатор и арт-директор Фестиваля Sinfonia Varsovia Своему Городу[пол.] (c 2001 года).

Умер 31 мая 2006 года. Похоронен на Воинском кладбище Пово́нзки.

## Награды
- Командорский крест Ордена Возрождения Польши[2],
- Кавалерский крест Ордена Возрождения Польши[3],
- Decoration of Merit to Warsaw англ. ,
- Золотая Медаль «За заслуги в культуре Gloria Artis»[4].